# Schoenoplectus steinmetzii
Schoenoplectus steinmetzii är en halvgräsart som först beskrevs av Merritt Lyndon Fernald, och fick sitt nu gällande namn av S.Galen Smith. Schoenoplectus steinmetzii ingår i släktet sävsläktet, och familjen halvgräs. Inga underarter finns listade i Catalogue of Life.